# Névez
Névez é uma comuna francesa na região administrativa da Bretanha, no departamento Finisterra. Estende-se por uma área de 25,49 km². Em 2010 a comuna tinha 2 725 habitantes (densidade: 106,9 hab./km²).

## Lugares e monumentos
- Jardins de Rospico (Kerangall) com mais de 2000 espécies e variedades de plantas.

- Cabanas de Kerascoët.

- Dólmens de Brucou e de Kerascoët.

- Castelo de Hénant, dos Séculos XV e XVI.

- Casas "men zao" em pedra.

- Moinho do Século XV.

- Igreja do Século XIX.

- Capelas:

- - Sainte-Barbe (Século XV);

- - Saint-Mathieu (Século XVIII);

- - Saint-Nicolas (Século XVI);

- - Sainte-Marguerite (Século XVI);

- - Notre-Dame-de-la-Clarté (Séculos XV e XVI)[2].

- Farol do Porto de Manech.